# Ichneumon homoiodon
Ichneumon homoiodon là một loài tò vò trong họ Ichneumonidae.